# Шеррингтон, Чарльз Скотт
Сэр Чарльз Скотт Ше́ррингтон (англ. Charles Scott Sherrington; 27 ноября 1857 года, Лондон — 4 марта 1952 года, Истборн) — британский учёный в области физиологии и нейробиологии. Лауреат Нобелевской премии по физиологии и медицине в 1932 году (совместно с Эдгаром Эдрианом) «за открытия, касающиеся функций нейронов».
Член (1893) и президент (1920—1925) Лондонского королевского общества, иностранный член Парижской академии наук (1945; корреспондент с 1923), иностранный член-корреспондент Петербургской академии наук (1915).

## Биография
Чарльз Скотт Шеррингтон родился 27 ноября 1857 года в Излингтоне (Лондон) у вдовы сельского врача. В качестве вероятного отца Чарльза, как и двух его братьев, называют известного хирурга из Ипсвича Кейлеба Роуза.
Рождение трёх мальчиков не было зафиксировано, также не были найдены записи о крещении. Но в переписи 1861 года двое старших сыновей были записаны как воспитанники. В 1860 году семья переехала в Ипсвич. Кейлеб Роуз и Анн Брук Шеррингтон поженились не ранее конца 1880 года. Кейлеб Роуз занимался античной филологией и археологией. В доме в Ипсвиче он собрал геологическую коллекцию, произведения искусства и книги. Роуз привил Чарльзу интерес к искусству. Интеллектуальная и культурная атмосфера в семье благотворно повлияла на Чарльза.
В 1905 году учёный был награждён Королевской медалью Лондонского королевского общества. С 1913 года — профессор Оксфорда. Член Королевского общества с 1893 года. С 1920 по 1925 год — председатель Королевского общества. В 1922 году ему был пожаловано рыцарство Большого Креста.
Сэр Чарльз Скотт Шеррингтон умер 4 марта 1952 года в Истборне.

## Вклад в науку
До работ Шеррингтона и Эдриана считалось, что рефлексы обусловлены изолированной активностью рефлекторной дуги. Также доминировала теория, полагавшая, что нервная система представляет собой единую сеть неких волокон или слабо разграниченных клеток (т. н. ретикулярная теория строения нервной системы); оптические микроскопы не позволяли обнаружить чёткие границы между нейронами, особенно до изобретения метода контрастной окраски нейронов. Шеррингтон доказательно опроверг эту теорию, ввёл в нейрофизиологию представление о синаптической связи и впервые (1897 г.) употребил сам термин «синапс». Также показал, что рефлексы, даже безусловные, не есть продукт лишь деятельности рефлекторной дуги, но регулируются нервной системой в целом. Продемонстрировал сопряжённую (реципрокную) иннервацию мышц-антагонистов — торможение двигательного центра одной из мышц (например, разгибателя) при возбуждении двигательного центра сопряжённой мышцы (например, сгибателя). Провёл объёмные нейрогистологические исследования, определяя схемы иннервации мышц. В поздравительной речи по поводу вручения Нобелевской премии работы Шеррингтона были отмечены как «открывшие новую эпоху в физиологии нервной системы».

## Книги
- «Человек и его природа» (1940)
- «Интегративная деятельность нервной системы» (The Integrative Action of the Nervous System), 1906[10]
- Man on His Nature
- The Assaying of Brabantius and other Verse
- Mammalian Physiology: a Course of Practical Exercises